# Pronotar apostolic

Stema generică a unui pronotar apostolic în conformitate cu Regulamentul tehnic heraldic nr. 652 din 7 iunie 1943

Pronotar apostolic (în latină Protonotarius apostolicus) este cel mai înalt titlu onorific, care poate fi acordat unui preot catolic (îndeosebi din Curia Romană) de către Papă. În general, el este atribuit la solicitarea episcopului unei dieceze pentru preoții considerați merituoși, dar foarte rar în comparație cu celelalte titluri onorifice.
Aceasta este, în general, o poziție de mare prestigiu, dar a fost ocupată în cursul secolelor și de copii, cum ar fi Rodrigo Borgia, care a primit acest titlu la vârsta de numai 12 ani.

## Istorie
În antichitatea târzie au fost în Roma șapte notari regionali, care, pe măsura dezvoltării administrației papale și a creșterii activității notariale, au rămas notarii supremi ai cancelariei papale (notarii apostolici sau protonotarii). În Evul Mediu pronotarii au fost funcționari papali de rang înalt și au fost adesea numiți direct în rangul de cardinal. Inițial erau doar șapte, dar papa Sixt al V-lea (1585-1590) a crescut numărul lor la doisprezece. Importanța lor s-a diminuat progresiv, iar în perioada Revoluției Franceze oficiul a dispărut aproape în întregime. La 8 februarie 1838 papa Grigore al XVI-lea a restabilit colegiului protonotarilor, cu șapte membri numiți protonotarii de numero participantium, cunoscuți și ca protonotari numerari, pentru că au împărțit veniturile în calitate de funcționari ai Cancelariei Romane.
Începând din secolul al XVI-lea papii au numit, de asemenea, pronotari onorifici, care se bucurau de aceleași privilegii ca și cei șapte membri reali ai colegiului; pronotarii titulari aveau o poziție corespunzătoare în administrarea Ordinariatului episcopal sau în Capitulul catedral. Prin scrisoarea motu proprio Inter multiplices din 21 februarie 1905, papa Pius al X-lea a definit poziția pronotarilor: privilegiile, veșmintele și însemnele membrilor celor patru clase:
- protonotarii apostolici de numero participantium, membri numerari ai colegiului de prelați, care și-au exercitat funcția în legătură cu actele consistoriale și de canonizări, au avut un reprezentant în Congregația Propagandei și, în conformitate cu reorganizarea Curiei prin Constituția „Sapienti consilio” din 29 iunie 1908, au semnat bulele papale în locul anteriorilor abbreviatores. Ei s-au bucurat de utilizarea însemnelor pontificale și de privilegii numeroase și, de asemenea, după examinarea candidaților, numeau anual un număr fix de doctori în teologie și în drept canonic;
- protonotarii apostolici supranumerarii, o demnitate care era deținută doar de canonicii celor patru bazilici patriarhale majore din Roma (Lateran, Sf. Petru, Sf. Maria Maggiore și Sf. Paul din afara Zidurilor), precum și ai capitulelor catedrale din afara Romei cărora li s-a acordat acest privilegiu;
- protonotarii apostolici ad instar (sc. participantium), care au fost numiți de către papă și au avut aceleași însemne ca și pronotarii reali;
- protonotarii titulares seu honorarii, care se aflau în afara Romei și au primit această demnitate ca un privilegiu special din partea nunțiilor.

## Practică prezentă
Începând din 1969 (după scrisorile în formă motu proprio ale Papei Paul al VI-lea: Pontificalis Domus din 28 martie 1968 și Pontificalia Insignia din 21 iunie 1968), aceste clase au fost reduse la două:
- pronotari apostolici de numero — care continuă activitatea Colegiului Pronotarilor și încă mai au anumite obligații în ceea ce privește documentele papale; lor li se adresează în mod oficial cu formula de „Reverendissimo Signore, Monsignore”. Ei pot purta mantelletta mov, sutană mov și rochet cu brâu mov pentru serviciile liturgice, sutană neagră cu capse, butoane, margini și căptușeală roșie și brâu mov cu franjuri de mătase la ambele capete în alte momente, și pot adăuga ferraiuolo mov și biretta cu moț roșu la sutana neagra pentru ceremonii oficiale de natură non-liturgică (de exemplu, o absolvire). Pălăria rotundă este neagră cu fundă roșie. Au fost eliminate brâul cu franjuri, ciorapii mov și cataramele de pe pantofi.
- pronotari apostolici supranumerari — titlul este acordat preoților de către papă, însă el este pur onorific și nu este atașat niciunei atribuții din cadrul Curiei — acesta este tipul de pronotar întâlnit în afara Romei și este considerat cel mai mare grad de monsenior din cele mai multe dieceze. Preoților li se adresează cu formula de „Reverendo Signore, Monsignore” și pot folosi literele „P.A.” după numele lor. Ei pot purta sutană mov, brâu mov cu franjuri și cota (nu rochetul) fără încrețituri la serviciile liturgice, sutană neagră fără pelerină cu capse, butoane, margini și căptușeală de culoare rubinie, cu brâu mov și ferraiuolo mov în alte momente. Au fost eliminate din uz pelerina mov, brâul de mătase cu franjuri, șosetele mov, cataramele de pe pantofi și panglica roșie de pe pălăria cu boruri rotunde.

Înainte de 1969, toți pronotarii aveau dreptul de utilizare limitată a însemnelor pontificale (însemnele specifice episcopilor - mitra, inelul, mănușile episcopale, crucea pectorală și sandalele episcopale). Acest privilegiu a fost eliminat de atunci.
„Istruzione sul conferimento di Onorificenze pontificie” promulgat de Secretariatul de Stat al Vaticanului la 13 mai 2001 prevede că titlul poate fi acordat preoților din clerul secular care au cel puțin 55 de ani și 20 ani de preoție. De obicei, trebuie să se respecte ordinea, iar candidatul să fi primit anterior titlul de capelan al Sanctității Sale și apoi pe cel de prelat de onoare al Sanctității Sale. Între acordarea unui grad și apoi a celuilalt trebuie să treacă cel puțin 10 ani. În unele cazuri speciale de merite semnificative, episcopii pot solicita acordarea în mod direct a titlului de pronotar apostolic supranumerar, fără îndeplinirea condiției ca persoana candidată să fi împlinit vârsta de 55 de ani și 20 de preoție. Pentru fiecare dieceză, numărul total de Monseniori (pronotari, prelați și capelani) nu trebuie să depășească 10% din numărul membrilor clerului. 
Protonotarii Apostolici supra numerum sau supranumerari ad vitam sunt și canonicii prelați ai celor trei bazilici papale de la Roma, de la data preluării funcției, și canonicii prelați ai unor catedrale cărora li s-a acordat acest titlu și au fost nominalizați ad personam printr-o cerere specială a Sfântului Scaun. Acesta este cel mai mare dintre titlurile onorifice acordate preoților. El este atribuit, de obicei, la cererea episcopului diecezei pentru preoți considerați merituoși, deși foarte rar în comparație cu celelalte titluri onorifice. 
Sunt pronotari apostolici și canonicii catedralelor din Milano, Bergamo, Genova, Veneția, Napoli și Palermo.

## Deosebirea față de ceilalți preoți
Lor li se adresează cu formula de Monsenior și au anumite privilegii, precum și niște veșminte ecleziastice distincte de ale celorlalți preoți.
Pronotarii apostolici sunt membri ai administrației pontificale. Veșmintele folosite de prelații de onoare ai Sanctității Sale sunt prevăzute în Instrucțiunea  Secretariatului de Stat „Ut sive sollicite” cu privire la veșmintele, titlurile și însemnele cardinalilor, episcopilor și prelaților minori, promulgată la 31 martie 1969 sub semnătura cardinalului Amleto Giovanni Cicognani din cadrul  Secretariatului de Stat al Vaticanului.
Pronotarilor apostolici numerari li se adresează cu formula „Molto Reverendo Monsignore”, iar pronotarilor apostolici supranumerari cu formula „Reverendo Monsignore”.